# Рыба под маринадом
Рыба под маринадом, рыба в маринаде — типичная рыбная закуска советской кухни, по своей популярности соперничавшая с сельдью под шубой. Традиционное блюдо в меню предприятий общественного питания в СССР 1970—1980-х годов, ныне несколько подзабытое. Похожие рецепты рыбы в овощном маринаде встречались в дореволюционных русских кулинарных книгах.
Под маринадом можно приготовить из любой породы рыб: осетровых обычно отваривали, мелкую рыбу (навагу и корюшку) готовят целиком, рыбное филе (судака, щуки) жарят в мучной панировке. Наиболее популярны для рыбы под маринадом были треска и пикша. Обильный пикантный маринад обычно готовили из шинкованной соломкой моркови и пассерованного репчатого лука с томатной пастой, приправляли перцем, гвоздикой и лавровым листом и разводили рыбным бульоном. Готовую рыбу выкладывают в фарфоровую или керамическую посуду, заливают маринадом и для пропитки выдерживают в холодильнике в течение нескольких часов. Перед подачей рыбу под маринадом посыпают зеленью и зелёным луком и подают в салатнике или глубоком блюде.